# کریستوف بایلر
کریستوف بایلر (انگلیسی: Christoph Bieler؛ زادهٔ ۲۸ اکتبر ۱۹۷۷) اهل اتریش است.